# Sokushinbutsu
Sokushinbutsu (即身仏 (Tức Thân Phật)) là một loại xác ướp và tập tục tự ướp xác của Phật giáo. Thuật ngữ này đề cập đến việc các nhà sư Phật giáo xem sự khổ tu đến mức cái chết và tiến vào giai đoạn tự ướp xác khi vẫn còn sống. Nó xuất hiện ở một số quốc gia theo Phật giáo, nhưng thuật ngữ tiếng Nhật sokushinbutsu thường được sử dụng chung cho tập tục này.

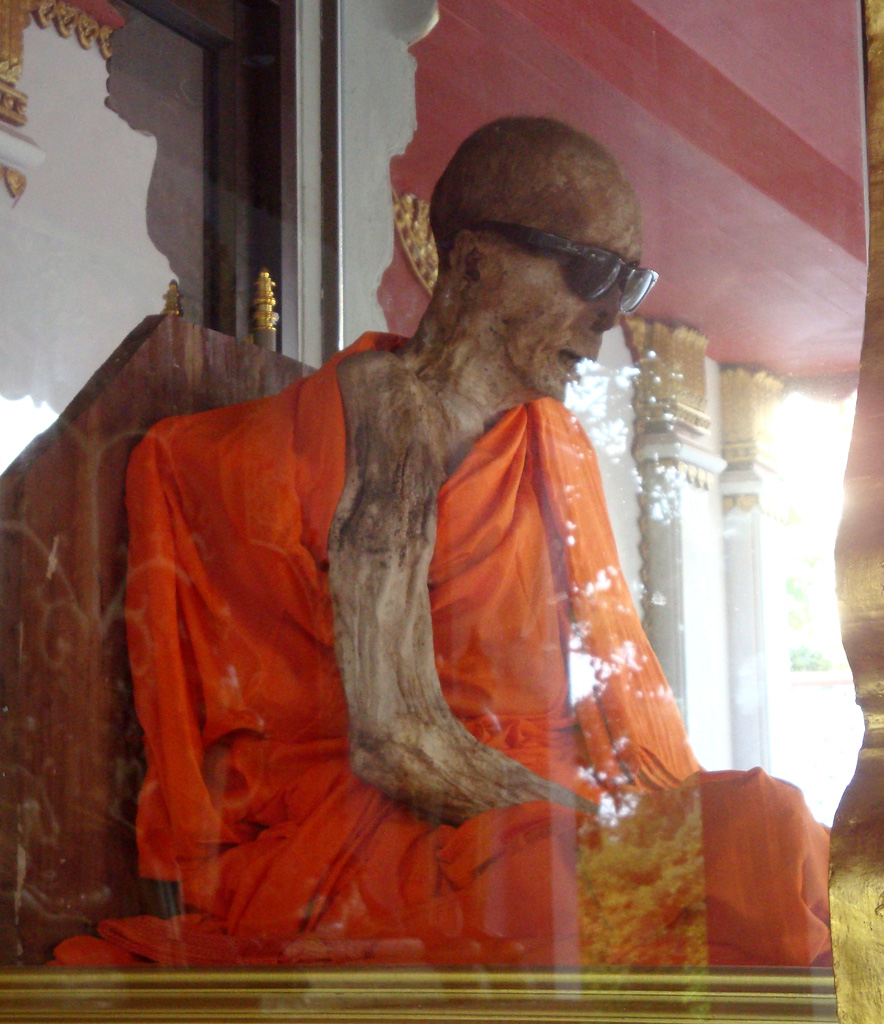
Xác ướp Sokushinbutsu của một nhà sư Phật giáo người Thái Lan Luang Pho Daeng, nằm tại Wat Khunaram, Ko Samui, Thái Lan.

Người ta tin rằng từng có hàng trăm nhà sư đã cố gắng thực hiện điều này, nhưng chỉ có 24 xác ướp như vậy đã được phát hiện cho đến nay. Có một quan điểm chung cho rằng người sáng lập ra trường phái Chân ngôn tông là Không Hải (Kukai) đã mang phương pháp này từ nhà Đường của Trung Quốc trở thành một phần của các tập tục Đát-đặc-la mà ông đã học hỏi được, và sau đó nó đã bị lãng quên ở Trung Quốc.

## Nguồn gốc

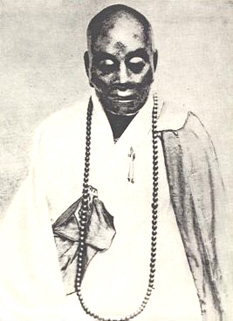
Xác ướp (hay còn gọi là "nhục thân") Sokushinbutsu của Huệ Năng, ở Thiều Quan, Quảng Đông, Trung Quốc.